# Christine Wachtel
Christine Wachtel (Altentreptow, 6 gennaio 1965) è un'ex mezzofondista tedesca, specializzata negli 800 metri piani, disciplina in cui ha vinto l'argento ai Giochi olimpici estivi di Seul 1988 con il tempo di 1'56"64, preceduta dalla sua compagna di allenamento Sigrun Wodars.

## Biografia
Tra il 1983 e il 1990 ha rappresentato la Germania dell'Est. Tra il 1991 e il 1993, una volta unita, la Germania.
Altri risultati negli 800 m piani:
- 1983: seconda agli europei juniores (2'00"42)
- 1987: seconda ai Mondiali (1'55"32)
- 1990: seconda agli Europei (1'56"11)

Ha vinto poi un bronzo nella staffetta 4×400 metri ai Mondiali 1991 (3'21"25).
Ha partecipato ai Giochi olimpici di Barcellona 1992, ma è stata eliminata nelle qualificazioni degli 800 m piani.

## Record nazionali

### Seniores
- 800 metri piani indoor: 1'56"40 ( Vienna, 13 febbraio 1988)
- 1000 metri piani: 2'30"67 ( Berlino, 17 agosto 1990)

## Palmarès
| Anno                                 | Manifestazione   | Sede         | Evento      | Risultato | Prestazione | Note                  |
| ------------------------------------ | ---------------- | ------------ | ----------- | --------- | ----------- | --------------------- |
| In rappresentanza della Germania Est |                  |              |             |           |             |                       |
| 1983                                 | Europei juniores | Schwechat    | 800 metri   | Argento   | 2'00"42     |                       |
| 1983                                 | Europei juniores | Schwechat    | 4x400 metri | Oro       | 3'30"44     |                       |
| 1987                                 | Europei indoor   | Liévin       | 800 metri   | Oro       | 1'59"89     |                       |
| 1987                                 | Mondiali indoor  | Indianapolis | 800 metri   | Oro       | 2'01"32     | Record dei campionati |
| 1987                                 | Mondiali         | Roma         | 800 metri   | Argento   | 1'55"32     |                       |
| 1988                                 | Giochi olimpici  | Seul         | 800 metri   | Argento   | 1'56"64     |                       |
| 1989                                 | Mondiali indoor  | Budapest     | 800 metri   | Oro       | 1'59"24     | Record dei campionati |
| 1990                                 | Europei          | Spalato      | 800 metri   | Argento   | 1'56"11     |                       |
| In rappresentanza della Germania     |                  |              |             |           |             |                       |
| 1991                                 | Mondiali indoor  | Siviglia     | 800 metri   | Oro       | 2'01"51     |                       |
| 1991                                 | Mondiali         | Tokyo        | 4x400 m     | Bronzo    | 3'21"25     |                       |
| 1992                                 | Giochi olimpici  | Barcellona   | 800 metri   | Batterie  | -           |                       |

## Altre competizioni internazionali
1987
- Coppa Europa di atletica leggera ( Praga)

1989
- Coppa Europa di atletica leggera ( Gateshead)

1991
- Coppa Europa di atletica leggera ( Francoforte)